# Dolina Białego

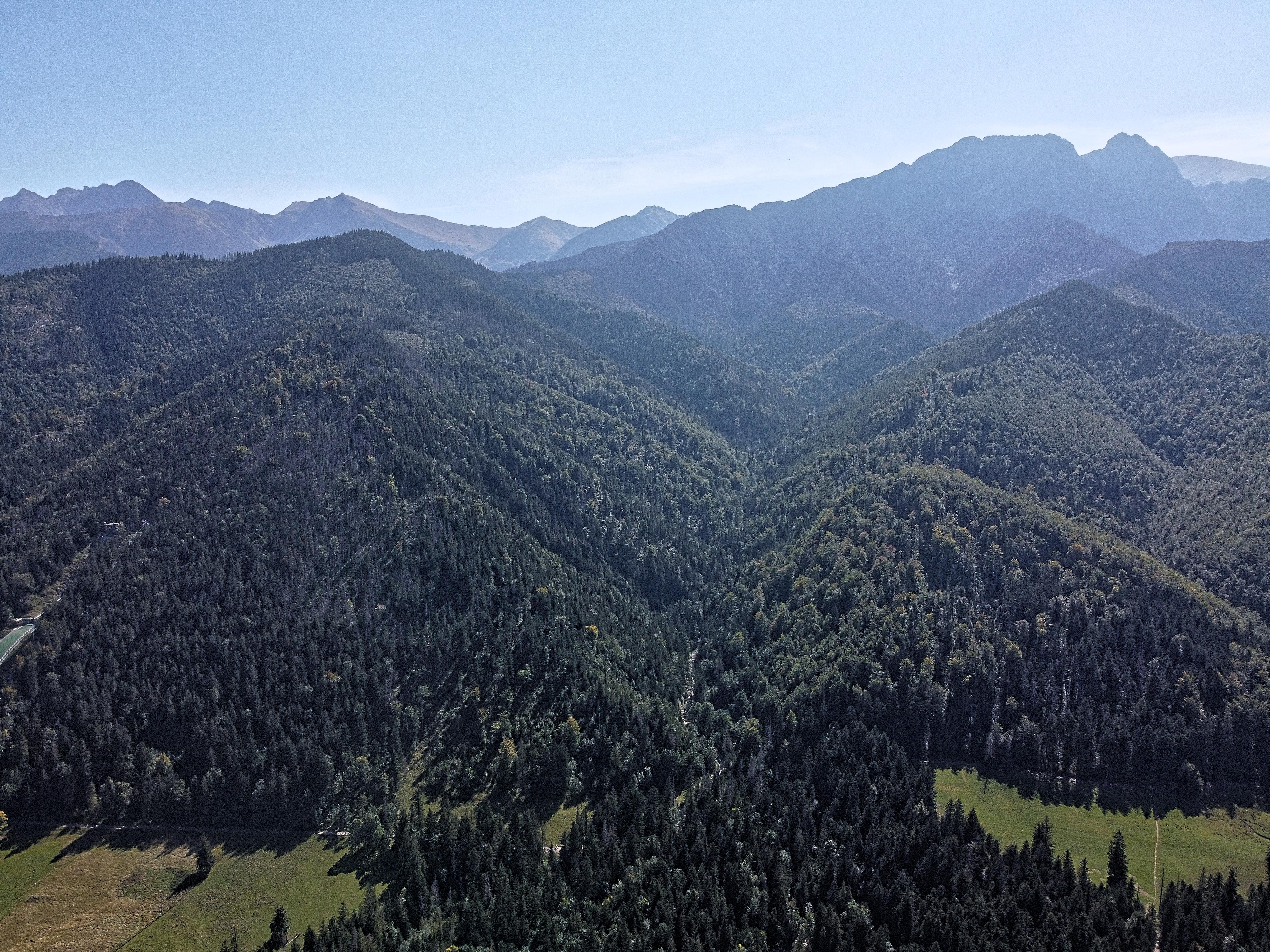
Dolina Białego (widok od strony północnej)

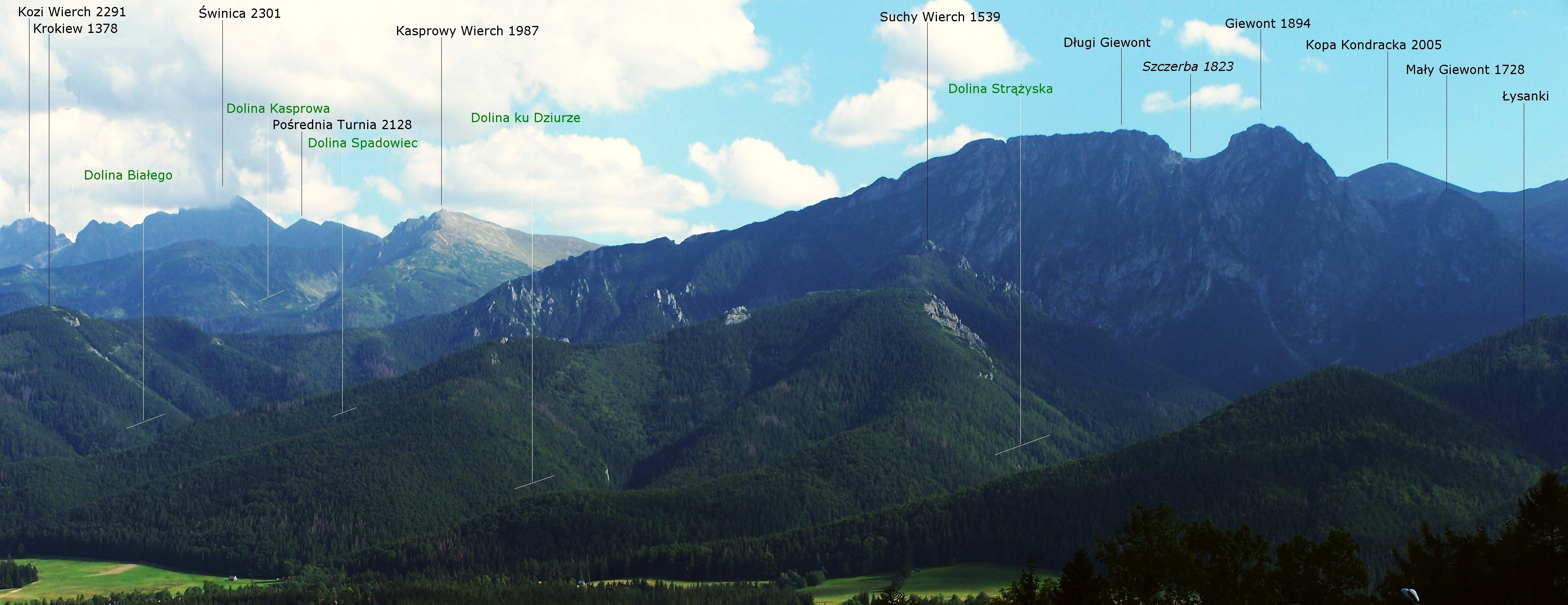
Dolina Białego, widok z Butorowego Wierchu

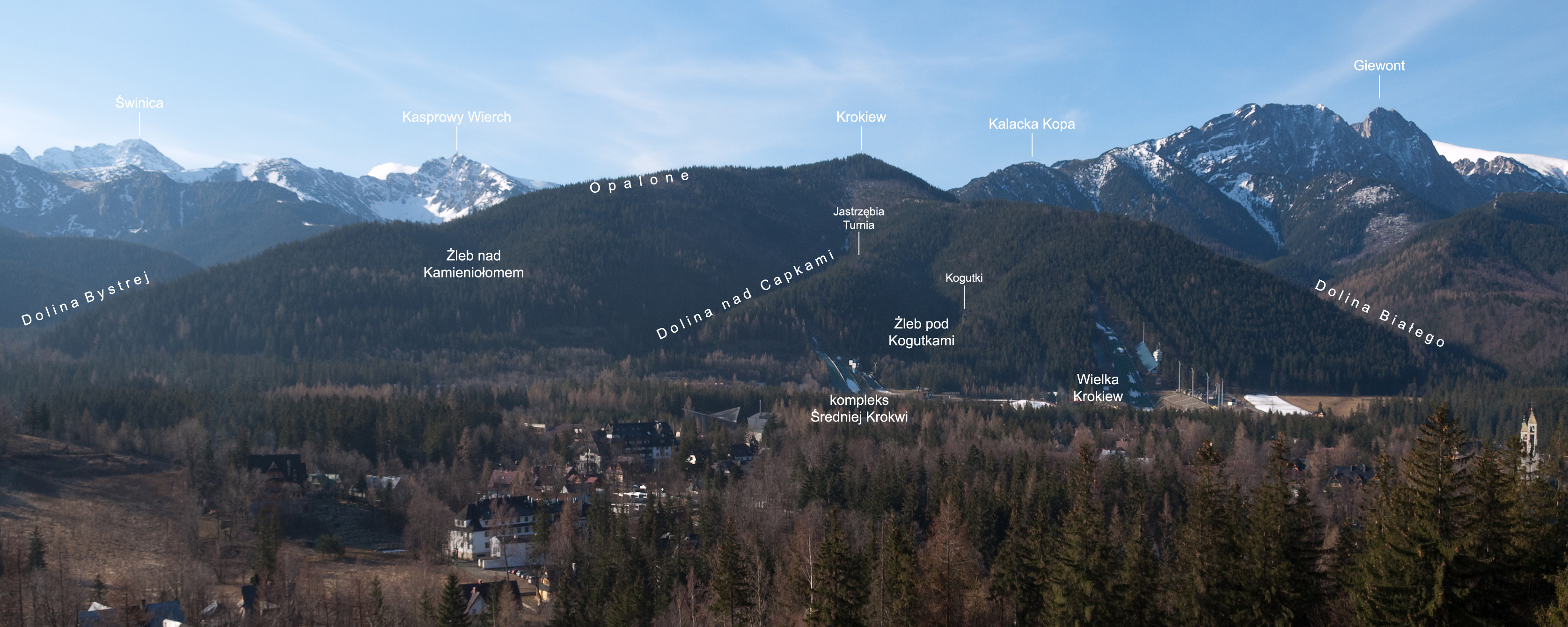
Krokiew i Dolina Białego. Widok z Antałówki

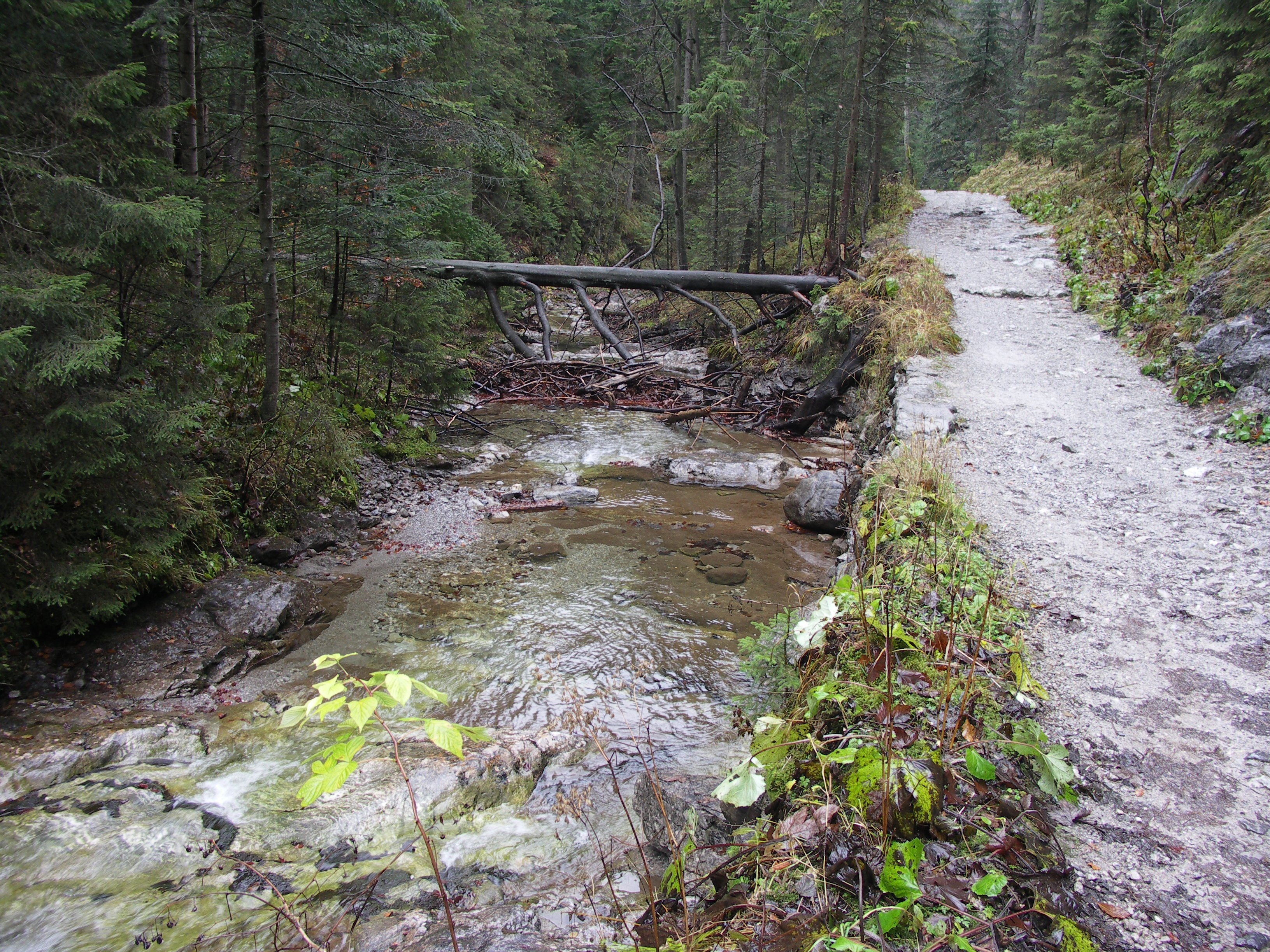
Dolina Białego

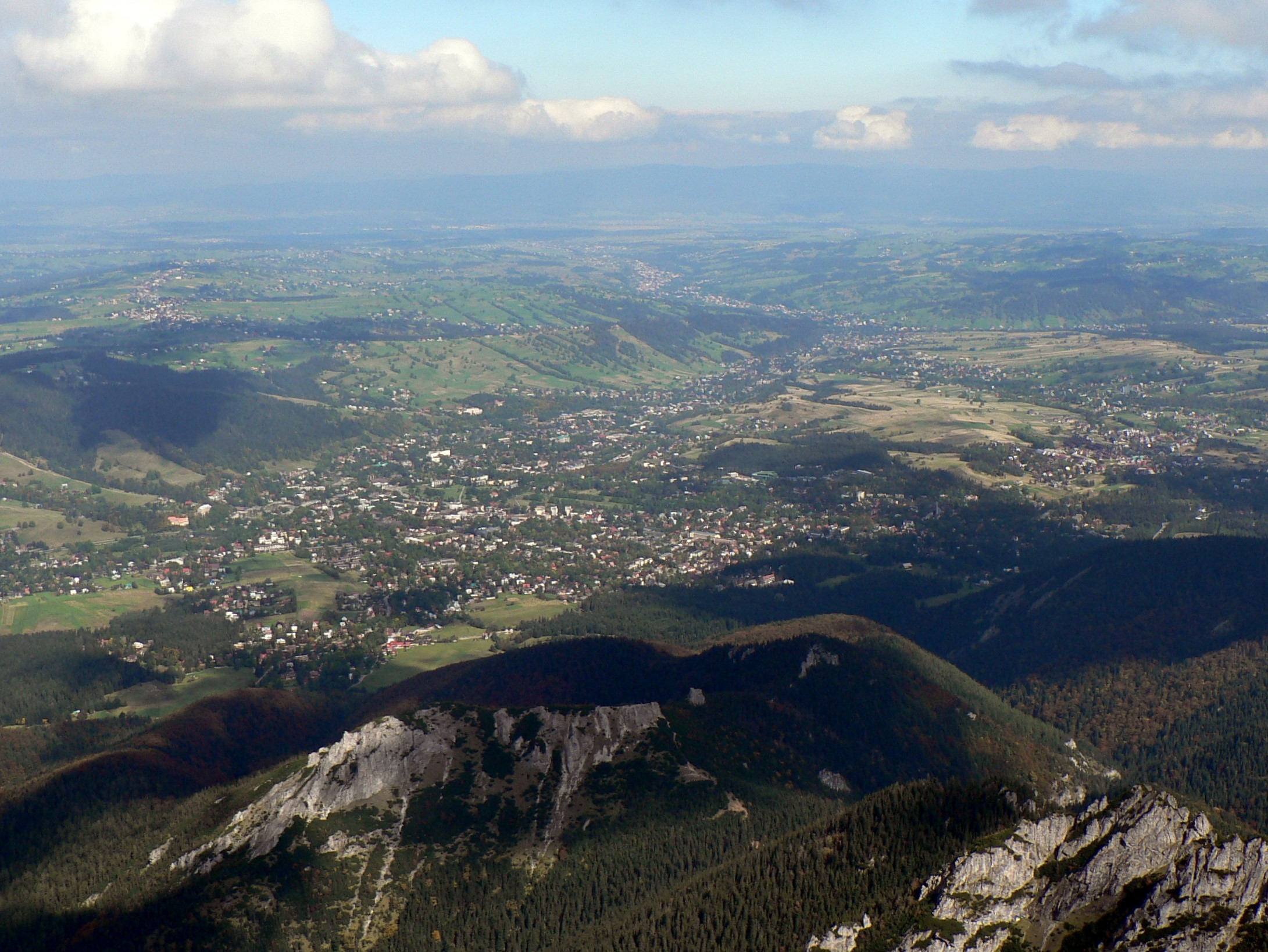
Sarnia Skała i Dolina Białego z Giewontu

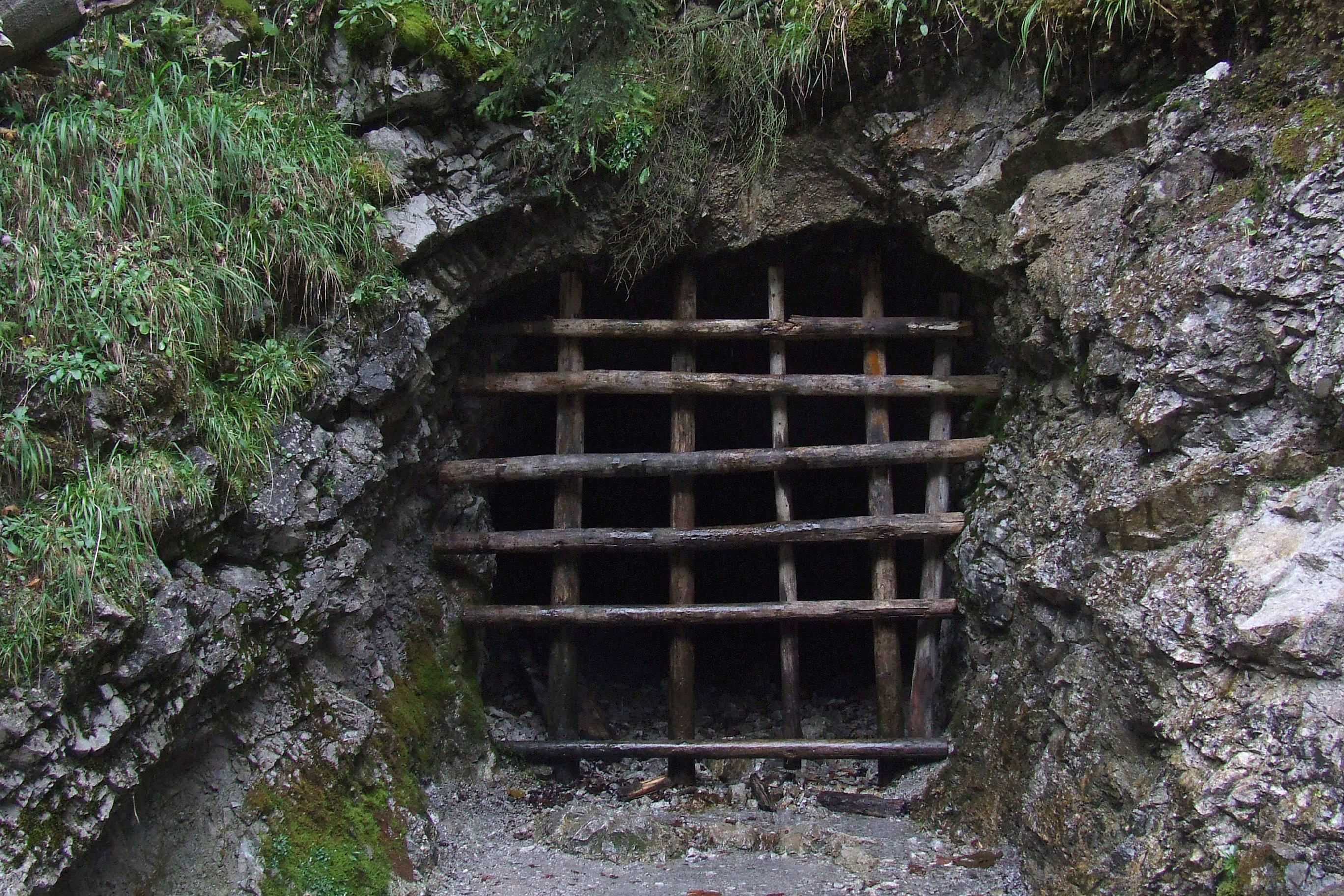
Sztolnia uranowa

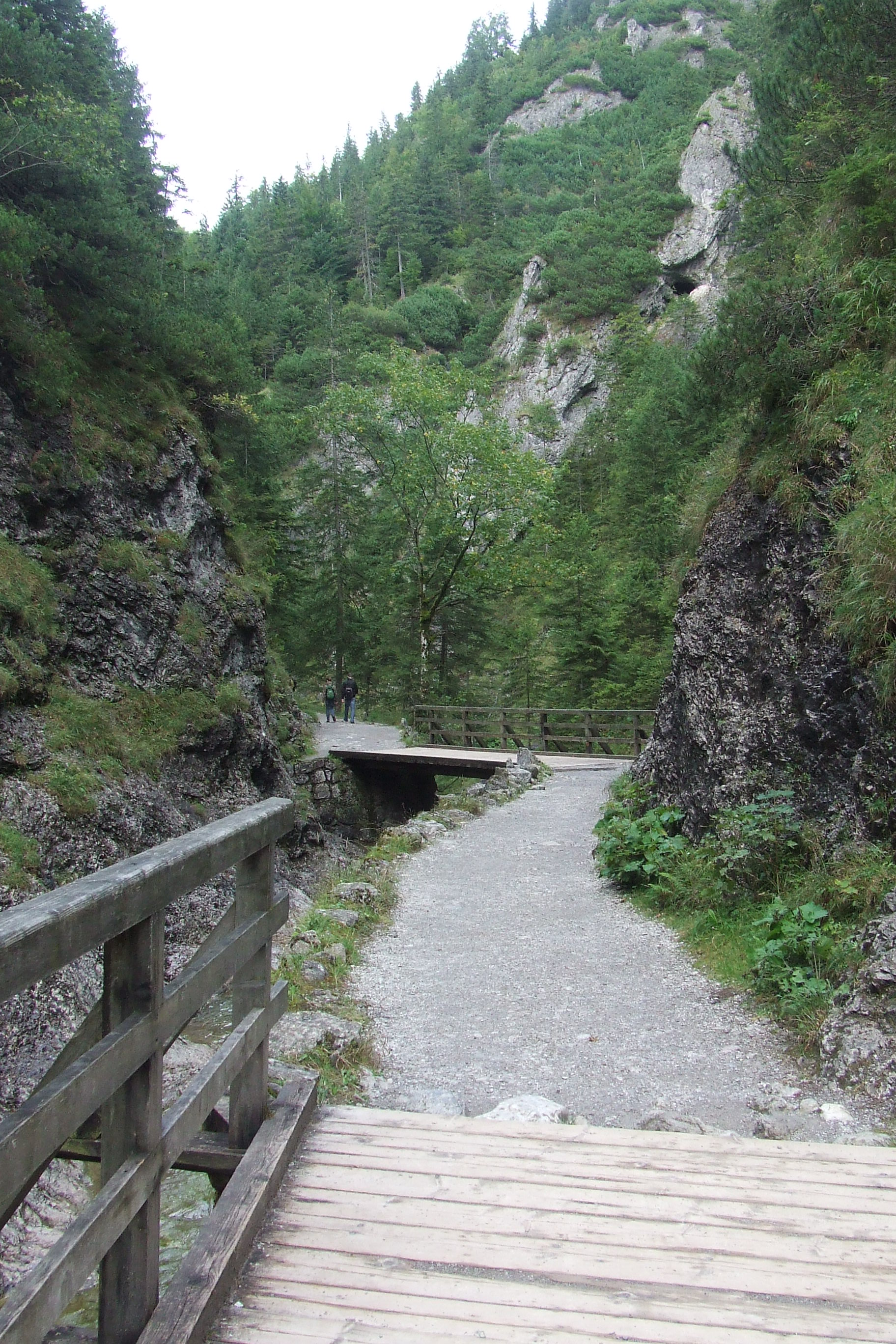
Dolina Białego

Dolina Białego – dolina reglowa w Tatrach Zachodnich, położona pomiędzy grzbietami Krokwi i Sarniej Skały.

## Topografia
Dolina ma długość 2,5 km i powierzchnię 300 ha. Ograniczona jest:
- od zachodu grzbietem wyrastającym spod ściany Długiego Giewontu, w którym znajdują się Wyżnia Sucha Przełęcz, Sucha Czubka, Niżnia Sucha Przełęcz, Suchy Wierch, Czerwona Przełęcz i Sarnia Skała; następnie północno-wschodnim grzbietem Sarniej Skały z wzniesieniami Zawieszki, Łomika i Kopy nad Białym,
- od południa i południowego wschodu częścią grani Długiego Giewontu, od Juhaskiej Kopy przez Wyżnie Wrótka i Turnię nad Białem po Wrótka, a następnie Kalacką Kopą, Białym Grzbietem, Wyżnią i Niżnią Przełęczą Białego,
- od wschodu Małą Krokwią, Siwarowym Siodłem, Krokwią i jej północno-zachodnim ramieniem.

Wylot Doliny Białego znajduje się na wysokości około 910 m n.p.m. przy Drodze pod Reglami, blisko 0,5 km na zachód od Wielkiej Krokwi, na południowym skraju Lasu Białego. Ma postać wąwozu, w którym od wschodniej strony wznoszą się skały Korycisk, od zachodniej Kazalnica. W swej górnej części Dolina Białego rozdzielona jest krótką grańką z Zameczkami i Igłą na dwa podobnej wielkości odgałęzienia – Dolinę Suchą na zachodzie i bezimienną dolinkę na wschodzie, która wyżej przekształca się w Żleb pod Wrótka. Do Doliny Suchej uchodzi Potargany Żleb i Skośny Żleb, do wschodniej gałęzi Żleb pod Patyki (z Niżniej Przełęczy Białego), a do głównej części Siwarowy Żleb (z Siwarowego Siodła) – wszystkie z orograficznie prawej strony.

## Geologia i hydrologia
Dolina wypreparowana jest w skałach osadowych: wapieniach, dolomitach, podrzędnie łupkach. Jest przeważnie wąska i głęboko wcięta, o charakterze wąwozu krasowego – zwłaszcza jej dolny odcinek u stóp Kazalnicy, zwany Kotłami. W dolinie występują liczne skałki, w potoku progi i niewielkie wodospady oraz baniory. Przepływa przez nią Biały Potok o dużym spadku wynoszącym ok. 187 m/km.

## Przyroda
Roślinność występująca w dolinie ma charakter typowej roślinności regla dolnego (tj. świerk, buk, jodła). Blisko wylotu znajduje się na skałach jedno z najniżej położonych stanowisk kosodrzewiny (920 m), a w strefie górnej granicy lasu – skupiska limb. Z powodu zacieniającego działania potężnego masywu Giewontu klimat Doliny Białego jest znacznie bardziej surowy, niż wynikałoby to z jej wysokości nad poziomem morza, a piętra roślinności są tutaj obniżone. Ciekawa flora. M.in. stwierdzono tutaj występowanie storzana bezlistnego (ostatnio nie potwierdzono jego występowania, na opisanym stanowisku wyginął), ostrożnia głowacza, sosny drzewokosej, gnidosza Hacqueta i irgi kutnerowatej – roślin rzadkich w Polsce, występujących tylko na nielicznych stanowiskach. Wśród grzybów bardzo rzadki skórkotrzęsak ciernisty (tylko 2 stanowiska w Polsce). Walory przyrodnicze Doliny Białego chronione są od 1954 r., kiedy utworzono tu rezerwat ścisły, nazwany później (1965) imieniem Stanisława Sokołowskiego. Jednym z głównych powodów jego powołania była potrzeba ochrony głuszców i cietrzewi.

## Historia
Górna część Doliny Białego należała niegdyś do Hali Białe. Na jej terenie znajdowała się (w Dolinie Suchej, u stóp Czerwonej Przełęczy) Polana Białego. Droga na pastwiska prowadziła wysoko stokami Kopy nad Białym, omijając Kotły, gdyż ich przejście, zwłaszcza przy wysokim stanie wody, stanowiło wtedy poważny problem. Obecnie istniejącą drogę nad potokiem zbudowano ok. 1905 roku. W połowie XIX wieku upłaz Białe znajdujący się w Dolinie Suchej wiosną służył jako pośredni etap dla owiec pędzonych na Halę Kondratową przez urwiste perci Giewontu. Na upłazie tym podobno znany przewodnik tatrzański Bartłomiej Obrochta grywał na skrzypcach również znanemu zbójnikowi Wojtkowi Matei.
Na początku lat 50. XX wieku prowadzono w dolinie poszukiwania rud uranu, wykuwając w jej prawym zboczu dwie sztolnie w Dolinie Białego. W triasowych łupkach znajdowały się wulkaniczne tufity często zawierające rudy uranu. W czasie prowadzenia tych prac dolina była zamknięta dla turystów i pilnie strzeżona. Otwór dolnej sztolni (o długości 270 m) znajduje się przy żółto znakowanym szlaku turystycznym i jest zagrodzony drewnianą kratą. Górna jest położona na wysokości 1030 m n.p.m., a łączna długość jej korytarzy sięga 400 m.

## Szlaki turystyczne
– żółty szlak wiodący od wylotu doliny wzdłuż Białego Potoku i zboczami Igły do Ścieżki nad Reglami. Czas przejścia: 1:10 h, ↓ 55 min.
 – znakowana czarno Ścieżka nad Reglami, prowadząca z Kuźnic przez Przełęcz Białego do skrzyżowania ze szlakiem żółtym i dalej przez Czerwoną Przełęcz na Polanę Strążyską:
- Czas przejścia z Kalatówek do szlaku żółtego: 1:10 h, z powrotem tyle samo
- Czas przejścia od szlaku żółtego na Czerwoną Przełęcz: 15 min, ↓ 10 min

Obecnie w Dolinie Białego skupia się około 5% całego ruchu turystycznego w polskich Tatrach.